# Vargo
Vargo è una frazione del comune di Stazzano (AL) all'imbocco della val Borbera a 410 m circa d'altezza, vicino allo spartiacque della valle.
Durante il medioevo era un feudo imperiale sotto le famiglie genovesi dei Fieschi e poi dei Doria. Nel 1797 fu annesso alla Repubblica Ligure e dopo la caduta di Napoleone seguì le sorti della provincia di Novi, entrando a far parte del Piemonte nel 1859 con il Decreto Rattazzi. Fu comune autonomo fino al 1928.

## Il castello di Vargo
Vargo ha un castello noto dal 1157 anno delle invasioni delle truppe al seguito del Barbarossa, ma detta costruzione nasce in realtà come torre di segnalazione in epoca longobarda e si inserisce nella cosiddetta linea dei castelli documentata dal Pertica. Intorno al "castello" si sviluppò concentricamente l'abitato, ricostruito dai Fieschi di Genova, signori di Vargo dal 1413: dopo la congiura ai danni di detti feudatari, esso venne smantellato nel 1442, in seguito passò ai Doria nel 1547. A fianco di quelle che dovevano essere le mura di sud-est, esiste tuttora un oratorio dedicato alla Vergine Annunziata, mentre oggi la struttura un tempo fortificata è in parte utilizzata come abitazione, e non è stata alterata la visibilissima torre principale al cui interno si trovano le camere di abitazione dell'ultimo proprietario. Nel periodo tra le due guerre mondiali è andato invece distrutto il passaggio interrato tra la torre stessa ed anguste, oscure cellette forse di detenzione/tortura esistenti alla base. Tornando alla chiesetta, essa è ad unica navata, ampliata almeno 2-3 volte nel corso della sua storia, l'attuale facciata intonacata è il risultato dell'ultimo intervento di fine '800 che capovolse l'asse della chiesa stessa, per ottenere un accesso dall'esterno. In corrispondenza del tetto ci sono dei fori utilizzati alcuni come colombaie, altri quali fessure usate per gli avvistamenti, altri ancora rivelano invece la presenza di finestrelle dell'originaria chiesetta. Prima del rifacimento del tetto (anni '90-2000) era intravedibile un accenno di meridiana sopra l'esterno della sagrestia, a sua volta appoggiata all'originaria porta (visibile l'area di ingresso) che metteva in comunicazione gli ambienti del castello con il luogo di culto.